# Energiemarkt
De energiemarkt is de markt van het (ver)handelen van energie en de grondstoffen daarvoor. Oorspronkelijk betrof dit voornamelijk de fossiele brandstoffen. Sinds de jaren 50 is ook kernenergie (nucleaire energie) deel gaan uitmaken van de energiemarkt. Vanaf de jaren 90 wordt ook aardgas aangewend als energiebron. Sinds de jaren 90, maar vooral sinds het eerste decennium van de eenentwintigste eeuw worden ook waterkracht (hydro-elektriciteit) en windenergie vaker toegepast (zogenaamde groene energie), alsook nieuwe energiestoffen als waterstof. Veelal wordt verwacht dat deze laatste de energiestoffen van de toekomst zullen worden, omdat de oliereserves slinken, en nucleaire energie maatschappelijk omstreden is.

## De huidige toestand van de energiemarkt

BP Statistical Review of World Energy 2016

Op dit ogenblik beslaat brandstof op basis van petroleum zo'n 55 tot 60% van de energiemarkt. 73% daarvan bestaat uit olieproducten, de overige 27% bestaat uit gas. In de transportsector wordt 55 tot 60% van de wereldproductie van olie verbruikt, tegenover slechts 5 à 6% van de gasproductie.
De Europese Unie haalde in 2003 haar energie voor 43% uit olie met op de tweede plaats aardgas dat met 24% vooral de rol van de fossiele brandstof steenkool (13%) overnam (nog 20% in 1991). Nucleaire energie zorgde voor 14% van de energievoorziening. De overige 6% bestaat uit “hernieuwbare energie”, waarvan hydro-elektriciteit 4% in rekening brengt. Op het vlak van deze hernieuwbare energie is er vooral een groei in windenergie, wat toe te schrijven is aan de grote verspreiding van windturbines. Het kleine aandeel van nucleaire energie is het gevolg van een sterk verzet van een aantal Europese landen tegen nucleaire centrales. Meer bepaald zijn Oostenrijk, Denemarken, Portugal, Spanje en Noorwegen tegen het idee gekant, terwijl landen als Frankrijk onlangs nog nieuwe reactoren installeerden. België zou vanaf 2015 zijn kerncentrales beginnen te sluiten, maar deze kernuitstap werd nadien opgeschort.